# Glover Teixeira
Glover Lucas Teixeira (Sobrália, 28 ottobre 1979) è un ex lottatore di arti marziali miste brasiliano.
Ha combattuto nella categoria dei pesi mediomassimi per la promozione statunitense UFC, nella quale è stato un contendente al titolo nel 2014 venendo sconfitto dal campione Jon Jones ed è stato il campione di categoria avendo battuto Jan Blachowicz a UFC 267, diventando il più anziano campione dei pesi mediomassimi della storia.
In passato è stato campione sudamericano Shooto nella divisione fino ai 100 kg.

## Caratteristiche tecniche
Glover Teixeira vanta un ottimo background nella lotta a terra: è stato difatti un membro della nazionale brasiliana di lotta libera e, in qualità di cintura nera di jiu jitsu brasiliano sotto la guida di Luigi Mondelli, ha preso parte a diversi tornei dell'Abu Dhabi Combat Club vincendo i trials brasiliani nel 2009 (categoria sotto i 99 kg) e nel 2011 (categoria sopra i 99 kg) e arrivando quarto all'ADCC Submission Wrestling World Championship di Barcellona 2009 nella categoria sotto i 99 kg, sconfiggendo nei quarti di finale il campione absolute del 2003 Dean Lister e perdendo la semifinale contro Gerard Rinaldi e la finale terzo-quarto posto contro Vinny Magalhães.
Si allena negli Stati Uniti con il team The Pit assieme a lottatori o ex tali del calibro di Chuck Liddell e Antonio Banuelos, e qui ha migliorato notevolmente la propria kickboxing, riuscendo a proporre uno striking potente che, soprattutto nelle fasi di ground and pound, ben si abbina con le sue abilità nel grappling.

## Carriera nelle arti marziali miste

### Inizi: WEC e Shooto
Glover Teixeira fa il suo esordio come professionista delle arti marziali miste nel 2002 direttamente in una promozione di rilievo negli Stati Uniti quale era la World Extreme Cagefighting: il debutto è amaro, in quanto il brasiliano venne sconfitto per KO tecnico da Eric Swartz durante la seconda ripresa.
Successivamente non combatte fino al 2004, quando infila due vittorie consecutive, una di queste contro il futuro lottatore UFC Matt Horwich.
Nel 2005 cade per la seconda volta quando il futuro veterano UFC Ed Herman riesce a strappargli una vittoria ai punti.
Nel 2006 torna a combattere in WEC, dove dimostra di essere un lottatore di alto livello ottenendo tre vittorie consecutive con la finalizzazione di tutti e tre gli avversari in meno di due minuti; in particolare mette KO la futura promessa dello sport Rameau Thierry Sokoudjou.
Negli anni a seguire combatté per promozioni minori negli Stati Uniti, in Brasile ed in Australia, ottenendo sette vittorie consecutive.
Nel 2011 fa il suo esordio nella franchigia sudamericana della nota promozione giapponese Shooto, vincendo l'incontro per KO.
Segue un'importante vittoria per KO tecnico contro Márcio "Pé de Pano" Cruz, volto noto dell'UFC.
Sempre nel 2011 ottiene il suo primo titolo, quello di campione sudamericano Shooto nella categoria fino ai 100 kg, quando sconfigge per sottomissione l'esperto di jiu jitsu brasiliano Antonio Mendes.
Teixeira resta in Brasile fino a fine anno, ottenendo due veloci vittorie contro lottatori esperti come Marvin Eastman e l'ex campione dei pesi massimi UFC e campione ADCC Ricco Rodriguez.

### Ultimate Fighting Championship
Con una serie di 15 vittorie consecutive Teixeira si presentava con ottime credenziali nella divisione dei pesi mediomassimi dell'UFC, promozione statunitense di MMA al tempo considerata la più prestigiosa al mondo.
Esordì nel maggio 2012 contro il "gatekeeper" Kyle Kingsbury, imponendosi in meno di due minuti con una sottomissione per strangolamento.
Successivamente a quella vittoria Teixeira venne scelto per lottare di fronte al pubblico brasiliano nell'evento UFC 153: Silva vs. Bonnar: qui avrebbe dovuto inizialmente affrontare l'ex campione di categoria Quinton Jackson, ma quest'ultimo diede forfait per infortunio, e successivamente fece scalpore e sollevò del misticismo riguardo al potenziale di Teixeira il fatto che alcuni top fighter della divisione ed ex campioni quali Mauricio Rua e Rashad Evans si rifiutarono di affrontare Glover con poco preavviso; alla fine Glover se la vide con l'ex pugile professionista Fábio Maldonado, il quale non riuscì a contenere lo striking del rivale e, pur resistendo ad oltranza, perse per KO tecnico tramite stop medico.
Nel 2013 arrivò l'attesa sfida contro un Quinton "Rampage" Jackson prossimo alla rottura con l'UFC: Teixeira apparve meno brillante rispetto alle prime due uscite, ma la sua tecnica e la sua potenza furono sufficienti per imporsi ai punti su un ex campione; dopo quella vittoria Glover Teixeira venne unanimemente inserito nelle classifiche dei top 10 tra i pesi mediomassimi.
Ufficialmente il contendente numero 4 nei ranking UFC di categoria, Teixeira sconfisse per sottomissione anche il pericoloso striker neozelandese James Te-Huna, il quale sostituiva l'infortunato Ryan Bader.
In settembre affronta finalmente Ryan Bader in Brasile, superando l'all-american anche nella lotta e vincendo per KO tecnico tramite ground and pound nel primo round, ottenendo il riconoscimento Knockout of the Night; al termine dell'incontro venne confermato Glover come prossimo sfidante al titolo dei pesi mediomassimi UFC.
Il match valido per il titolo dei pesi mediomassimi UFC contro il campione e fuoriclasse Jon Jones fu inizialmente programmato per febbraio 2014 con l'evento UFC 169, ma successivamente l'incontro venne prima spostato a UFC 170, poi in marzo con UFC 171 ed infine venne scelto l'evento UFC 172: Jones vs. Teixeira in aprile.
Il 26 aprile 2014 ad UFC 172 affrontò il campione Jon Jones per il titolo dei pesi mediomassimi UFC, incontro che perse per decisione unanime disputando un discreto combattimento.
Nell'ottobre dello stesso anno combatte in Brasile perdendo meritatamente contro il numero 6 dei ranking Phil Davis.
Nel febbraio del 2015 avrebbe dovuto affrontare l'ex campione Rashad Evans in un evento in Brasile, ma proprio Glover s'infortunò ed il match venne annullato. Mentre a giugno doveva scontrarsi con lo svedese Alexander Gustafsson, ma proprio quest'ultimo si infortunò alla schiena facendo così saltare l'incontro.
Ad agosto affrontò Ovince St. Preux. Dopo un primo round vinto dall'avversario, Teixeira riuscì nella seconda ripresa a fermare l'offensiva di Sain Preux, che era notevolmente superiore nello striking, mandandolo più volte al tappeto e controllando per un tempo notevole la posizione dominante. Nel terzo round, dopo un ennesimo takedown, il brasiliano raggiunse la schiena di Sain Preux e dopo vari tentativi riuscì ad applicare la rear-naked choke portandolo allo svenimento. Entrambi gli atleti vennero premiato con il premio Fight of the Night.
A novembre affronta l'americano Patrick Cummins. Nella prima ripresa dell'incontro, Teixeira subì l'offensiva del suo avversario che grazie alle sue doti di lotta riuscì a portarlo al tappeto più di una volta. Nella seconda ripresa il brasiliano riuscì ad evitare numerosi tentativi di takedown e grazie alla sua superiorità nello striking mise a segno una devastante serie di pugni, ottenendo una vittoria per KO tecnico.
Il 16 marzo 2016 sostituisce Mauricio Rua per poter affrontare l'ex campione dei pesi mediomassimi UFC Rashad Evans. Dopo quasi 2 minuti dall'inizio dell'incontro, Teixeira andò a segno con un devastante gancio sinistro e un diretto destro che posero fine al match per KO. Inoltre ottenne anche il riconoscimento Performance of the Night.
Il 23 luglio avrebbe dovuto affrontare Anthony Johnson. Tuttavia, il 18 giugno, Johnson venne rimosso dalla card per problemi personali e la UFC decise di spostare l'incontro per il 20 agosto, all'evento UFC 202. Teixeira perse l'incontro per KO in soli 13 secondi.

## Risultati nelle arti marziali miste
| Risultato | Record | Avversario           | Metodo                                   | Evento                                     | Data              | Round | Tempo | Città                          | Note                                                                                  |
| --------- | ------ | -------------------- | ---------------------------------------- | ------------------------------------------ | ----------------- | ----- | ----- | ------------------------------ | ------------------------------------------------------------------------------------- |
| Sconfitta | 33-9   | Jamahall Hill        | Decisione (unanime)                      | UFC 283: Teixeira vs. Hill                 | 21 gennaio 2023   | 5     | 5:00  | Rio de Janeiro, Brasile        | Per il titolo vacante dei pesi mediomassimi UFC. Fight of the Night                   |
| Sconfitta | 33-8   | Jiří Procházka       | Sottomissione (rear-naked choke)         | UFC 275: Teixeira vs. Procházka            | 11 giugno 2022    | 5     | 4:32  | Kallang, Singapore             | Perde il titolo dei pesi mediomassimi UFC. Fight of the Night. Fight of the Year 2022 |
| Vittoria  | 33-7   | Jan Błachowicz       | Sottomissione (rear-naked choke)         | UFC 267: Blachowicz vs. Teixeira           | 30 Ottobre 2021   | 2     | 3.02  | Abu Dhabi, Emirati Arabi Uniti | Vince il titolo dei pesi mediomassimi UFC. Performance of the Night                   |
| Vittoria  | 32-7   | Thiago Santos        | Sottomisione (rear-naked choke)          | UFC Fight Night: Santos vs. Teixeira       | 7 Novembre 2020   | 3     | 1:49  | Las Vegas, Stati Uniti         |                                                                                       |
| Vittoria  | 31-7   | Anthony Smith        | KO tecnico (pugni)                       | UFC Fight Night: Smith vs. Teixeira        | 13 Maggio 2020    | 5     | 1:04  | Jacksonville, Stati Uniti      | Performance of the Night                                                              |
| Vittoria  | 30-7   | Nikita Krylov        | Decisione (non unanime)                  | UFC Fight Night: Cowboy vs. Gaethje        | 14 Settembre 2019 | 3     | 5:00  | Vancouver, Canada              |                                                                                       |
| Vittoria  | 29-7   | Ion Cuțelaba         | Sottomissione (rear-naked choke)         | UFC Fight Night: Jacaré vs. Hermansson     | 27 Aprile 2019    | 2     | 3:37  | Sunrise, Stati Uniti           | Performance of the Night                                                              |
| Vittoria  | 28-7   | Karl Roberson        | Sottomissione (arm-triangle choke)       | UFC Fight Night: Cejudo vs. Dillashaw      | 19 Gennaio 2019   | 1     | 3:21  | Brooklyn, Stati Uniti          |                                                                                       |
| Sconfitta | 27-7   | Corey Anderson       | Decisione (unanime)                      | UFC Fight Night: Shogun vs. Smith          | 22 Luglio 2018    | 3     | 5:00  | Amburgo, Germania              |                                                                                       |
| Vittoria  | 27-6   | Misha Cirkunov       | TKO (pugni)                              | UFC on Fox: Lawler vs. dos Anjos           | 16 Dicembre 2017  | 1     | 2:45  | Winnipeg, Canada               |                                                                                       |
| Sconfitta | 26-6   | Alexander Gustafsson | KO (pugni)                               | UFC Fight Night: Gustafsson vs. Teixeira   | 28 Maggio 2017    | 5     | 1:07  | Stoccolma, Svezia              | Fight of the night                                                                    |
| Vittoria  | 26-5   | Jared Cannonier      | Decisione (unanime)                      | UFC 208                                    | 11 Febbraio 2017  | 3     | 5:00  | Brooklyn, Stati Uniti          |                                                                                       |
| Sconfitta | 25-5   | Anthony Johnson      | KO (pugno)                               | UFC 202: Diaz vs. McGregor 2               | 20 agosto 2016    | 1     | 0:13  | Las Vegas, Stati Uniti         |                                                                                       |
| Vittoria  | 25-4   | Rashad Evans         | KO (pugni)                               | UFC on Fox: Teixeira vs. Evans             | 16 aprile 2016    | 1     | 1:48  | Tampa, Stati Uniti             | Performance of the Night                                                              |
| Vittoria  | 24-4   | Patrick Cummins      | KO Tecnico (pugni)                       | UFC Fight Night: Belfort vs. Henderson 3   | 7 novembre 2015   | 2     | 1:12  | San Paolo, Brasile             |                                                                                       |
| Vittoria  | 23-4   | Ovince St. Preux     | Sottomissione Tecnica (rear-naked choke) | UFC Fight Night: Teixeira vs. Saint Preux  | 8 agosto 2015     | 3     | 3:10  | Nashville, Stati Uniti         | Fight of the Night                                                                    |
| Sconfitta | 22-4   | Phil Davis           | Decisione (unanime)                      | UFC 179: Aldo vs. Mendes II                | 25 ottobre 2014   | 3     | 5:00  | Rio de Janeiro, Brasile        |                                                                                       |
| Sconfitta | 22-3   | Jon Jones            | Decisione (unanime)                      | UFC 172: Jones vs. Teixeira                | 26 aprile 2014    | 5     | 5:00  | Baltimora, Stati Uniti         | Per il titolo dei Pesi Mediomassimi UFC                                               |
| Vittoria  | 22-2   | Ryan Bader           | KO Tecnico (pugni)                       | UFC Fight Night: Teixeira vs. Bader        | 4 settembre 2013  | 1     | 2:55  | Belo Horizonte, Brasile        |                                                                                       |
| Vittoria  | 21-2   | James Te-Huna        | Sottomissione (ghigliottina)             | UFC 160: Velasquez vs. Bigfoot 2           | 25 maggio 2013    | 1     | 2:38  | Las Vegas, Stati Uniti         |                                                                                       |
| Vittoria  | 20–2   | Quinton Jackson      | Decisione (unanime)                      | UFC on Fox: Johnson vs. Dodson             | 26 gennaio 2013   | 3     | 5:00  | Chicago, Stati Uniti           |                                                                                       |
| Vittoria  | 19–2   | Fábio Maldonado      | KO Tecnico (stop medico)                 | UFC 153: Silva vs. Bonnar                  | 13 ottobre 2012   | 2     | 5:00  | Rio de Janeiro, Brasile        |                                                                                       |
| Vittoria  | 18–2   | Kyle Kingsbury       | Sottomissione (triangolo di braccio)     | UFC 146: Dos Santos vs. Mir                | 26 maggio 2012    | 1     | 1:53  | Las Vegas, Stati Uniti         | Debutto in UFC                                                                        |
| Vittoria  | 17–2   | Ricco Rodriguez      | KO tecnico (Sottomissione ai pugni)      | MMA Against Dengue                         | 27 novembre 2011  | 1     | 1:58  | Rio de Janeiro, Brasile        |                                                                                       |
| Vittoria  | 16–2   | Marvin Eastman       | KO (pugno)                               | Shooto Brazil 25: Fight for BOPE           | 25 agosto 2011    | 1     | 4:00  | Rio de Janeiro, Brasile        |                                                                                       |
| Vittoria  | 15–2   | Antonio Mendes       | Sottomissione (rear naked choke)         | Shooto Brazil 24                           | 5 agosto 2011     | 1     | 4:06  | Brasilia, Brasile              | Vince il titolo sudamericano 100 kg Shooto                                            |
| Vittoria  | 14–2   | Márcio Cruz          | KO Tecnico (pugni)                       | Fight Club 1: Brazilian Stars              | 20 luglio 2011    | 2     | 4:21  | Rio de Janeiro, Brasile        |                                                                                       |
| Vittoria  | 13–2   | Simão Melo           | KO (pugni)                               | Shooto Brazil 23                           | 4 giugno 2011     | 1     | 1:49  | Rio de Janeiro, Brasile        |                                                                                       |
| Vittoria  | 12–2   | Daniel Tabera        | Decisione (unanime)                      | Bitetti Combat 8: 100 Years of Corinthians | 4 dicembre 2010   | 3     | 5:00  | San Paolo, Brasile             |                                                                                       |
| Vittoria  | 11–2   | Marko Peselj         | KO Tecnico (pugni)                       | Impact FC 2: The Uprising: Sydney          | 18 luglio 2010    | 1     | 3:01  | Sydney, Australia              |                                                                                       |
| Vittoria  | 10–2   | Tiago Tosato         | KO Tecnico (pugni)                       | Bitetti Combat 7                           | 28 maggio 2010    | 1     | 1:27  | Rio de Janeiro, Brasile        |                                                                                       |
| Vittoria  | 9–2    | Joaquim Ferreira     | KO Tecnico (stop dall'angolo)            | Bitetti Combat 6                           | 25 febbraio 2010  | 2     | 1:30  | Brasilia, Brasile              |                                                                                       |
| Vittoria  | 8–2    | Leonardo Chocolate   | Sottomissione (ghigliottina)             | Bitetti Combat 4                           | 12 settembre 2009 | 1     | 3:11  | Rio de Janeiro, Brasile        |                                                                                       |
| Vittoria  | 7–2    | Buckley Acosta       | KO Tecnico (pugni)                       | PFC 7                                      | 20 febbraio 2008  | 1     | 1:00  | Lemoore, Stati Uniti           |                                                                                       |
| Vittoria  | 6–2    | Jorge Oliveira       | KO Tecnico (pugni)                       | PFC 6: No Retreat, No Surrender            | 17 gennaio 2008   | 1     | 0:05  | Lemoore, Stati Uniti           |                                                                                       |
| Vittoria  | 5–2    | Sokoudjou            | KO (pugni)                               | WEC 24: Full Force                         | 12 ottobre 2006   | 1     | 1:41  | Lemoore, Stati Uniti           |                                                                                       |
| Vittoria  | 4–2    | Jack Morrison        | Sottomissione (rear naked choke)         | WEC 22: The Hitman                         | 28 luglio 2006    | 1     | 1:27  | Lemoore, Stati Uniti           |                                                                                       |
| Vittoria  | 3–2    | Carlton Jones        | KO Tecnico (pugni)                       | WEC 20: Cinco de Mayhem                    | 5 maggio 2006     | 1     | 1:57  | Lemoore, Stati Uniti           |                                                                                       |
| Sconfitta | 2–2    | Ed Herman            | Decisione (unanime)                      | SF 9: Respect                              | 26 marzo 2005     | 3     | 5:00  | Gresham, Stati Uniti           |                                                                                       |
| Vittoria  | 2–1    | Justin Ellison       | KO Tecnico (pugni)                       | SF 5: Stadium                              | 28 agosto 2004    | 1     | -     | Gresham, Stati Uniti           |                                                                                       |
| Vittoria  | 1–1    | Matt Horwich         | Decisione (unanime)                      | SF 3: Dome                                 | 17 aprile 2004    | 3     | 5:00  | Gresham, Stati Uniti           |                                                                                       |
| Sconfitta | 0–1    | Eric Swartz          | KO Tecnico (pugni e gomitate)            | WEC 3: All or Nothing                      | 7 giugno 2002     | 2     | 3:33  | Lemoore, Stati Uniti           | Debutto in WEC                                                                        |